# 1917 en chimie
Cet article présente les faits marquants de l'année 1917 en chimie.

## Prix
- Médaille Davy : Albin Haller sur la base de ses importantes recherches dans le domaine de la chimie organique[1],[2].

## Naissances
- 25 janvier : Ilya Prigogine (mort en 2003), chimiste belge d'origine russe, Prix Nobel de chimie en 1977.
- 29 janvier : Ronald Sydney Nyholm (mort en 1971), chimiste australien.
- 14 février[3] : Herbert Aaron Hauptman (mort en 2011), mathématicien américain, prix Nobel de chimie en 1985[4],[5].
- 24 mars : John Kendrew (mort en 1997), biochimiste britannique, prix Nobel de chimie en 1962.
- 10 avril : Robert Burns Woodward (mort en 1979), chimiste américain, prix Nobel de chimie en 1965.
- 1er juin : William Standish Knowles (mort en 2012), chimiste américain, prix Nobel de chimie en 2001.
- 15 juin : John B. Fenn (mort en 2010), chimiste américain, prix Nobel de chimie en 2002.
- 7 septembre : John Warcup Cornforth (mort en 2013), chimiste australien, prix Nobel de chimie en 1975.
- 8 octobre : Rodney Robert Porter (mort en 1985), biochimiste anglais, prix Nobel de physiologie ou médecine en 1972.
- 15 décembre : Jean Jacques (mort en 2001), chimiste français.

## Décès
- 21 mars : Alfred Einhorn (né en 1856), chimiste allemand.
- 17 avril[6] : Johannes Thiele (né en 1865), chimiste allemand.
- 20 juin : James Mason Crafts (né en 1839), chimiste américain.
- 10 juillet : Charles Joseph Tanret (né en 1847), pharmacien et chimiste français.
- 13 août[7] : Eduard Buchner (né en 1860), chimiste allemand, prix Nobel de chimie en 1907[8],[9].
- 20 août : Adolf von Baeyer (né en 1835), chimiste allemand, prix Nobel de chimie en 1905[8],[10].